# コブラ科
コブラ科（コブラか、Elapidae）は、爬虫綱有鱗目に分類される科。特定動物。

## 分布
アフリカ大陸、オーストラリア大陸、北アメリカ大陸、南アメリカ大陸、ユーラシア大陸南部、インドネシア、スリランカ、日本（南西諸島）、パプアニューギニア、フィリピン、台湾
ウミヘビ類はインド洋、太平洋

## 形態
全長585センチメートルと、毒蛇としては世界最大種のキングコブラも含む。ウミヘビ類は尾が側偏して、鰭状になる。
獲物に毒を注入するため特殊化した歯（毒牙）はあまり大型ではなく、上顎骨の先端に固定される。毒牙は不完全な管状（溝牙）。毒牙の後方に、通常の歯列がある種が多い。一部の種は開口部が前を向き、筋肉で毒腺に圧力をかけることで毒液を噴出させることができる。

### 毒
本科の構成種が有する毒は神経毒と呼ばれる種類のものである。高い即効性を持ち、獲物となる動物の神経の放電を塞ぐことで、麻痺やしびれ、呼吸や心臓の停止をもたらし、ひいては死に至らしめる。こうして獲物の動きを止めた後に捕食することができる。中にはタイパンのように出血毒を持つものや、多くのドクハキコブラのように細胞毒を持つものもいる。人が咬傷を受けた場合、小動物よりは効き目は遅いが、出血毒を持つクサリヘビ科に噛まれた場合に比べると早いので、速やかに医療機関に連絡し、救急搬送を受ける必要がある。なお、この毒は成分が蛋白質で構成されている事から「そのまま口にしても単に養分として体内に吸収されてしまい害はない」ともされているが、口腔内や上部消化管にキズや出血性の潰瘍を生じていた場合、毒素が体内に取り込まれる場合があり、毒を口で吸い出す際は注意が必要である。

## 生態
草原、森林、海洋（ウミヘビ類）等の様々な環境に生息する。一部の種では頭部を持ち上げ、頸部の肋骨を広げることもある。獲物に噛みついたまま放さずに毒を注入し続けることが多いが、タイパン類やマンバ類などのように噛みついて放した後で嗅覚で獲物を追跡したり、ブラウンスネーク類などのように噛みつきによる毒の注入と締め付けを同時に行う種もいる。
両生類や爬虫類を食べる種が多いが、鳥類や哺乳類などを食べる種もいる。ウミヘビ類は主に魚類を食べ、魚卵を専食する種もいる。
繁殖様式は卵生の種が多いが、オーストラリア周辺に分布する種やウミヘビ類などでは胎生の種もいる。

## 分類
伝統的な分類体系では真蛇下目 Alethinophidia のナミヘビ上科 Colubroidea に含まれていたが、分子系統解析に基づく体系では従来のナミヘビ上科が新蛇下目 Caenophidia とされ、本科はイエヘビ科などとともにコブラ上科 Elapoidea に分割された。
分類・和名は田原(2020)による。 

### コブラ亜科 Elapinae
- サンゴコブラ属 Aspidelaps - 2種
- アマガサヘビ属 Bungarus - 15種 アマガサヘビ・マルオアマガサ
- マタハリヘビ属 Calliophis - 11種
- マンバ属 Dendroaspis - 4種
- アリノスヘビ属 Elapsoidea - 10種
- リンカルス属 Hemachatus - 1種 リンカルス
- フィリピンベニヘビ属 Hemibungarus - 1種 フィリピンベニヘビ
- セイブサンゴヘビ属 Micruroides - 1種 セイブサンゴヘビ Micruroides euryxanthus
- サンゴヘビ属 Micrurus - 80種
- フードコブラ属 Naja - 32種
- キングコブラ属 Ophiophagus - 1種 キングコブラ
- キノボリコブラ属 Pseudohaje - 2種
- ワモンベニヘビ属 Sinomicrurus - 5種 ヒャン・ハイ・ワモンベニヘビ
- サバククロコブラ属 Walterinnesia - 2種 サバククロコブラ

### ウミヘビ亜科（広義）
ウミヘビ亜科 Hydrophiinae には、東南アジアからオーストラリアに分布する地上棲種と、インド太平洋に分布する海棲種が含まれる。伝統的な分類では後者のみがウミヘビ亜科、またはウミヘビ科とされていた。卵生種と卵胎生種がおり、海棲のウミヘビは卵胎生種から進化したと考えられている。しかしエラブウミヘビ属は例外的に卵生である。卵胎生種はほぼ全種がオーストラリア固有である。この群の特徴として、口を開けた時に口蓋が翼状骨に対して立ち上がらない (Palatine dragger) ことが挙げられる。エラブウミヘビ属はエラブウミヘビ亜科 Laticaudinae、地上棲種はタイパン亜科 Oxyuraninae として分けられていたが、分子系統解析の結果からタイパン亜科が側系統群であることが分かり、ウミヘビ亜科に含まれるようになった。
- デスアダー属 Acanthophis - 8種 コモンデスアダー
- クロウナジヘビ属 Antaioserpens - 2種
- アスプモドキ属 Aspidomorphus - 3種
- オーストラリアカパーヘッド属 Austrelaps - 3種
- ゴウシュウサンゴヘビ属 Brachyurophis - 8種
- カンムリコブラ属 Cacophis - 4種
- カクレヘビ属 Rhinoplocephalus - 5種
- ムチコブラ属 Demansia - 14種
- デニソンヘビ属 Denisonia - 2種
- ヒバカリモドキ属 Drysdalia - 3種
- バーディック属 Echiopsis - 1種
- ヒメチャヘビ属 Elapognathus - 2種 ヒメチャヘビ Elapognathus minor
- ヒウナジヘビ属 Furina - 5種
- グレーアスプ属 Hemiaspis - 2種 沼沢地に生息し、真のウミヘビ類に最も近縁であるとされる[12]。
- ミナミオオズヘビ属 Hoplocephalus - 3種
- モリノサメヘビ属 Loveridgelaps - 1種 モリノサメヘビ Loveridgelaps elapoides
- イカヘカヘビ属 Micropechis - 1種 イカヘカヘビ Micropechis ikaheka
- クロスジフクメンヘビ属 Neelaps - 1種
- タイガースネーク属 Notechis - 1種 タイガースネーク
- フィジーヘビ属 Ogmodon - 1種 ドクアシヘビ属同様にミミズを餌とし、この2属は近縁だと考えられる[12]。
- タイパン属 Oxyuranus - 3種 タイパン
- ブーゲンビルヘビ属 Parapistocalamus - 1種 ブーゲンビルヘビ Parapistocalamus hedigeri
- クロズキンヘビ属 Parasuta - 6種
- ズグロバーディック属 Paroplocephalus - 1種
- ブラックスネーク属 Pseudechis - 9種
- ブラウンスネーク属 Pseudonaja - 9種
- フタイロカクレヘビ属 Rhinoplocephalus - 1種
- ソロモンヘビ属 Salomonelaps - 1種 ソロモンヘビ Salomonelaps par
- フクメンヘビ属 Simoselaps - 5種
- カールヘビ属 Suta - 4種
- ドクアシヘビ属 Toxicocalamus - 15種 コブラ科では例外的にミミズを餌とする[12]。
- ザラハダヘビ属 Tropidechis - 1種
- バンディバンディ属 Vermicella - 6種 バンディバンディ

ウミヘビ亜科（狭義）

70種ほどからなるグループで、水棲生活に適応している。

## 人間との関係
日本では2020年の時点で科単位で特定動物に指定されており、2019年6月には愛玩目的での飼育が禁止された（2020年6月に施行）。
日本国外では食用としても認知されており、特に心臓は珍味とされ、特に捌いてすぐの心臓が旨いという。だが少なくとも日本国内ではゲテモノ食材という評価が一般的である。